# Ray Santiago
Raymond Santiago (South Bronx, Nueva York, 15 de junio de 1984) es un actor estadounidense.

## Biografía y carrea

### Primeros años
Nació el 15 de junio de 1984 en South Bronx, Nueva York, siendo hijo de un matrimonio puertorriqueño. En 2002 se graduó de la secundaria Fiorello H. LaGuardia High School, localizada en la ciudad de Nueva York.

### Trayectoria actoral
Interpretó a Jorge Villalobos en la película Meet the Fockers, y tuvo papeles secundarios en Dirty Deeds de 2005, y Accepted de 2006. También personificó a Tiny Guzmán, el hermano de Michelle Rodríguez en la cinta Girlfight de 2000, a Lardo en Endless Bummer de 2009, y a Alberto en Suburban Gothic.
En 2006 actuó en el filme The Sasquatch Dumpling Gang (también conocida como The Sasquatch Gang), junto a Justin Long, y en American Son junto a Nick Cannon.Apareció en la película In Time, de 2011. De 2015 a 2018, se consagró con el papel de Pablo Simón Bolívar, en la serie de televisión Ash vs. Evil Dead.

## Vida personal
Santiago es abiertamente gay.

## Otros medios

### Videojuegos
| Año  | Título              | Papel                                                                     |
| ---- | ------------------- | ------------------------------------------------------------------------- |
| 2022 | Evil Dead: The Game | Caracterización y voz de: Pablo Simón Bolívar Deadite Pablo Simón Bolívar |

## Filmografía

### Cine
| Año  | Título                                | Papel                      | Notas                             |
| ---- | ------------------------------------- | -------------------------- | --------------------------------- |
| 2000 | Girlfight                             | Tiny Guzmán                |                                   |
| 2001 | Piñero                                | Willie                     |                                   |
| 2003 | Shelter                               | Ray                        |                                   |
| 2003 | Bringing Rain                         | John Bell                  |                                   |
| 2004 | Meet the Fockers                      | Jorge Villalobos           |                                   |
| 2005 | Dirty Deeds                           | Bobby D                    |                                   |
| 2006 | Price to Pay                          | Donnie                     |                                   |
| 2006 | Accepted                              | Chico yendo a Princeton    |                                   |
| 2006 | The TV Set                            | Miembro en la audiencia #1 |                                   |
| 2006 | Dead Man's Morphine                   | Nat                        | Cortometraje                      |
| 2006 | The Sasquatch Gang                    | Crone                      |                                   |
| 2008 | Bar Starz                             | Captain                    |                                   |
| 2008 | American Son                          | Miguelito                  |                                   |
| 2009 | El pez                                | Fotógrafo                  | Cortometraje                      |
| 2009 | Endless Bummer                        | Lardo                      |                                   |
| 2009 | Ready or Not                          | Nacho                      |                                   |
| 2010 | 500mg of Something                    | Sug                        | Cortometraje, productor           |
| 2010 | Hypo                                  | Mayordomo del oso          | Director y productor ejecutivo    |
| 2011 | In Time                               | Victa                      |                                   |
| 2011 | Without Men                           | Jacinto                    |                                   |
| 2011 | The Thaumaturge                       | Personaje desconocido      | Cortometraje, productor ejecutivo |
| 2013 | National Lampoon Presents: Surf Party | Lardo                      |                                   |
| 2014 | Sex Ed                                | Héctor                     |                                   |
| 2014 | Suburban Gothic                       | Alberto                    |                                   |
| 2014 | Date and Switch                       | Salvador                   |                                   |
| 2015 | Friday Night with Crystal             | Bailarín                   | Cortometraje                      |
| 2015 | Addiction: A 60's Love Story          | Rico                       |                                   |
| 2016 | Trash Fire                            | Sheldon                    |                                   |
| 2019 | Tone-Deaf                             | Asher                      |                                   |
| 2019 | Speed of Life                         | Edward                     |                                   |
| 2021 | Two Shallow                           | Joe                        | Cortometraje                      |
| 2023 | EX Weeks Out                          | Manny                      | Cortometraje                      |
| 2024 | Summer Camp                           | Brian                      | Acreditado como Raymond Santiago  |

### Televisión
| Año     | Título                     | Papel                  | Notas                                                      |
| ------- | -------------------------- | ---------------------- | ---------------------------------------------------------- |
| 2004    | The Jury                   | Harry Rivera           | Episodio: «Bangers»                                        |
| 2006    | My Name Is Earl            | Catalina's Brother     | 2 episodios                                                |
| 2006    | Windfall                   | Ramón                  | Episodio: «Truth Be Told»                                  |
| 2006    | Crossing Jordan            | Omar 'Lil O' Rodríguez | Episodio: «Dreamland»                                      |
| 2007    | Cane                       | Manny                  | Episodio: «HurriCane»                                      |
| 2008    | Dexter                     | Javier                 | 2 episodios                                                |
| 2009    | 10 Things I Hate About You | Luis                   | Episodio: «Don't Give Up»                                  |
| 2010-11 | Raising Hope               | Javier                 | 5 episodios                                                |
| 2011    | Law & Order: LA            | Ray Mota               | Episodio: «Zuma Canyon»                                    |
| 2012    | Major Crimes               | Charles Álvarez        | Episodio: «The Shame Game»                                 |
| 2013    | Touch                      | Reuben Santiago        | 4 episodios                                                |
| 2014    | Bad Judge                  | Personaje desconocido  | 2 episodios                                                |
| 2014    | NCIS: Los Angeles          | Little Dip             | Episodio: «Windfall»                                       |
| 2015    | Backstrom                  | Moss Brady             | Episodio: «I Like to Watch»                                |
| 2015-18 | Ash vs. Evil Dead          | Pablo Simón Bolívar    |                                                            |
| 2016    | Shiny Baby Goats           | Rodd Scott             |                                                            |
| 2018    | Into the Dark              | Jack                   | Episodio: «The Body»                                       |
| 2020    | Interrogation              | Paul Manning           | 2 episodios                                                |
| 2021    | On My Block                | Noel Aroma             | Episodio: «The Final Chapter»                              |
| 2023    | Non-Evil Twin              | Tony                   |                                                            |
| 2024    | Chicago Med                | Vince González         | Episodio: «What Happens in the Dark Always Comes to Light» |

## Nominaciones
| Año  | Premio                  | Categoría                            | Trabajo nominado  | Resultado | Ref.  |
| ---- | ----------------------- | ------------------------------------ | ----------------- | --------- | ----- |
| 2017 | Fangoria Chainsaw Award | Mejor actor de reparto de televisión | Ash vs. Evil Dead | Nominado  | [ 7 ] |